# Heliconia vaginalis
Heliconia vaginalis ist eine Pflanzenart aus der Familie der Helikoniengewächse (Heliconiaceae). Sie ist von Costa Rica bis nach Kolumbien verbreitet.

## Beschreibung
Heliconia vaginalis ist eine schlanke bis plumpe, immergrüne, mehrjährige, krautige Pflanze, vegetativ ähnlich einer Ingwer- oder Cannapflanze und mit einer Wuchshöhe von 2 bis 5 Meter. Je Spross finden sich acht bis zehn Blätter. Das je Spross längste Blatt ist dabei bis zu 90 Zentimeter lang und 17 Zentimeter breit.
Die bis zu 21 Zentimeter langen Blütenstände stehen aufrecht, je Blütenstand finden sich spiralförmig angeordnet fünf bis acht Tragblätter. Jeder Wickel besteht aus acht bis neunzehn resupinaten Blüten, die Blütenhülle ist unbehaart und gelb, zum äußersten Ende hin grün.

## Verbreitung
Heliconia vaginalis kommt vor von Costa Rica bis Kolumbien und dem nordwestlichen Ecuador.

## Systematik und Botanische Geschichte
Die Art wurde 1846 von George Bentham erstbeschrieben.

## Weblink
- Heliconia virginalis in der Roten Liste gefährdeter Arten der IUCN 2013.2. Eingestellt von: Ulloa Ulloa, C. & Pitman, N., 2004. Abgerufen am 25. Dezember 2013.